# FA-press
FA-Press är Frälsningsarméns bokförlag.